# William Bailey (Radsportler)

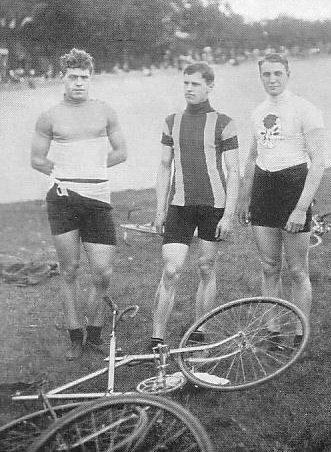
UCI-Bahn-Weltmeisterschaften 1909 in Kopenhagen: William Bailey, Karl Neumer, Maurice Schilles (v. r. n. l.)

Start zum Sprint-Finale bei der Bahn-WM 1913. V. l. n. r.: Christel Rode, William Bailey und Harry Ryan

William James Bailey (* 6. April 1888 in London; † 12. Februar 1971 in Chiswick) war ein englischer Radrennfahrer und vierfacher Amateur-Weltmeister im Sprint.
William Bailey war der beherrschende Amateur-Sprinter in der Zeit vor dem Ersten Weltkrieg. Viermal wurde er britischer, sechsmal englischer Meister und stellte mehrere nationale Rekorde auf.
Viermal wurde William Bailey Amateur-Weltmeister im Sprint: 1909, 1910, 1911 sowie 1913. Zudem gewann er viermal in Folge (1910, 1911, 1912 und 1913) den Sprint-Klassiker „Grand Prix de Paris“ sowie 1920 den Grand Prix de l’UVF. Nach dem Ersten Weltkrieg versuchte Bailey ein Comeback als Profi (bis 1930) und konnte 1920 einen dritten Platz im Sprint bei den Bahn-Weltmeisterschaften erringen.
1928 stellte Bailey auf der Radrennbahn in Herne Hill einen Weltrekord von 58 Sekunden über die halbe Meile auf. Zudem trainierte er das britische Radsport-Team in Vorbereitung auf die Olympischen Spiele 1928 in Amsterdam.
William Bailey war ein Bruder von Sydney Bailey, der ebenfalls als Radsportler bei Weltmeisterschaften und Olympischen Spielen startete.